# Begonia antongilensis
Begonia antongilensis là một loài thực vật có hoa trong họ Thu hải đường. Loài này được Humbert mô tả khoa học đầu tiên năm 1972.